# Aurélie Favre
Pour les articles homonymes, voir Favre.
Aurélie Favre, née le 29 octobre 1991 à Viriat (Ain), est une joueuse française de basket-ball.

## Biographie
Après une première saison à 2,2 points par match en tant que meneuse remplaçante, elle signe pour une seconde saison en LFB avec Angers.

## Clubs
- 2003-2004 :  CS Ceyzériat
- 2004-2006 :  BC Viriat
- 2006-2010 :  CJM Bourges
- 2010-2015 :  Union Féminine Angers Basket 49
- 2015-2016 :  Roche Vendée Basket Club
- 2016-2017 :  Dunkerque-Malo grand littoral basket club
- 2017-2019 :  Le Poinçonnet Basket
- 2019- :  BC Montbrison Féminin

## Palmarès
- Championne de France Ligue 2 en 2013
- Vainqueur du Trophée Coupe de France en 2010 et 2012